# Робертс, Джессика
Джессика Робертс (англ. Jessica Roberts; род. 11 апреля 1999, Кармартен) — британская профессиональная велогонщица, выступающая в трековых и шоссейных гонках. Бронзовая медалистка летних Олимпийских играх 2024 года в Париже в командной гонке преследования.

## Спортивная карьера
Джессика Робертс начала заниматься велоспортом в местном клубе Towy Riders. Тренировалась с группой товарищей по клубу на Национальном велодроме Уэльса в Ньюпорте, расположенном в 120 километрах от города. Хотя поначалу она немного опасалась крутых виражей, вскоре ей стало нравиться ездить по треку. Поначалу она участвовала в гонках по шоссе и кросс-кантри, но в итоге сосредоточилась на шоссе и треке.
В 2016 году Робертс участвовала в чемпионате мира по трековому велоспорту среди юниоров и завоевала серебряную медаль в гонке по очкам. В том же году она завоевала две бронзовые медали на чемпионате Европы по трековому велоспорту — в омниуме и в командной гонке преследования. На чемпионате Европы по шоссейному велоспорту она заняла четвёртое место в индивидуальной гонке на время среди юниоров. В 2017 году она добилась ещё одного успеха на шоссе, выиграв этап юниорского «Тура здорового возраста».
В 2018 году Робертс стала чемпионкой Великобритании по трековому велоспорту в элитной командной гонке преследования и завоевала две медали на чемпионате Европы по трековому велоспорту U23. В июле того же года она стала чемпионкой Великобритании по шоссейному велоспорту в возрасте 19 лет. Осенью она вместе с Кэти Арчибальд, Эмили Кей, Лорой Кенни и Эмили Нельсон выиграла командную гонку преследования на этапе Кубка мира по велоспорту на треке в Берлине. Весной 2019 года она выиграла два этапа «Тура Бретани».
В 2019 году Джессика Робертс добилась новых успехов на треке: на Европейских играх она выиграла золото в мэдисоне с Меган Баркер и серебро в командной гонке с Баркер, Дженнифер Холл и Джози Найт. Она стала чемпионкой Европы по трековому велоспорту U23 в омниуме и чемпионкой страны в командной гонке преследования. Приняла участие в летних Олимпийских играх 2024 года в Париже.